# 앙드레 주아얄

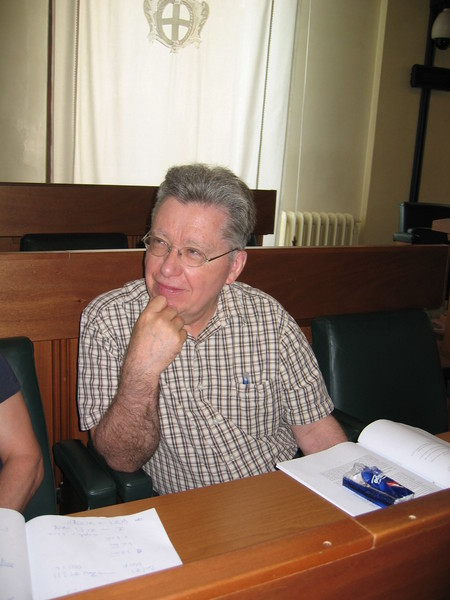

앙드레 주아얄(프랑스어: André Joyal [ʒwajal], 1943년)은 캐나다의 수학자이다.
크립키-주아얄 의미론을 발견했고, combinatorial species 이론을 만들었다.